# Sterling Armaments Company
La Sterling Engineering Company Ltd était un fabricant d’armes basé à Dagenham fondée en 1940 par Sterling Engineering Company et qui disparut en 1988. La marque a été reprise en avril 2016 par une nouvelle structure.
Elle est célèbre pour la fabrication des fusils d'assaut L2A3 (le pistolet-mitrailleur Sterling), ArmaLite AR-18 et Sterling SAR-87 ainsi que des pièces de voitures Jaguar. La société a fait faillite en 1988, racheté par British Aerospace en 1989 et fermé. En 2016, un ancien directeur créer une société reprenant son nom effectuant de l’ingénierie dont de la gravure laser et travaillant sur les armes légères.
Pendant la Seconde Guerre mondiale, les ingénieurs George Lanchester et George William Patchett ont supervisé la fabrication du pistolet-mitrailleur Lanchester Mk 1. Patchett a ensuite conçu le pistolet-mitrailleur Patchett qui, après un essai concurrentiel en 1947, a été adopté par l’armée britannique en 1953 sous le nom de L2A1 Sterling, remplaçant le pistolet-mitrailleur Sten. L’arme a ensuite été améliorée pour devenir le L2A3, le Sterling Mk IV.